# 亚马逊标准识别号码
亚马逊标准识别号码（英語：Amazon Standard Identification Number），简称ASIN，是一个由十个字符（字母或数字）组成的唯一识别号码。它由亚马逊及其伙伴分配，并用于亚马逊上的产品标识。
以前，商品的ASIN在全球范围内是唯一的，但是随着亚马逊的全球扩张，ASIN只能保证在同一个市场内是唯一的。同一件商品可以有好几个ASIN，在不同国家也可能使用不同的ASIN。通常，ASIN在不同国家是不同的，除非是一类基于一个外部定义或者国际识别识别号码，如书籍的ISBN。